# Diplopterys cabrerana
Diplopterys cabrerana, chagropanga, chalipanga, oco-yajé o yajé-uco es una especie de planta con flor, arbusto amazónico del género Diplopterys de la familia Malpighiaceae. No debe confundirse con Banisteriopsis rusbyana, con la cual fue asociada en estudios de Richard Evans Schultes y en los archivos W3Tropicos del Jardín Botánico de Misuri. Bronwen Gates hizo una distinción de ambas especies en 1982.
Junto con el yagé (Banisteriopsis caapi), conforman los ingredientes principales para la decocción de una bebida enteógena utilizada en los rituales chamánicos indígenas amazónicos y andinos (ayahuasca) en las zonas tropicales de Sudamérica. La otra planta con propiedades enteógenas es la Psychotria viridis, la cual es más común en las comunidades indígenas del Perú y Bolivia, mientras que la cabrerana es más común en Ecuador y Colombia. Ambas especies son ricas en dimetiltriptamina (N,N-DMT), una triptamina endógena presente en algunas especies vegetales y animales, incluyendo el ser humano. D. cabrerana produce adicionalmente el 5-MeO-DMT, una estructura análoga menos común.
La planta almacena el alcaloide N,N-DMT, 5-MeO-DMT y N-methyltetrahydro-beta-carbolina en sus hojas y vástagos. Muestras de hojas dieron como resultado 0.17-1.75% N,N-DMT, pero solo una cantidad rastreable de N-methyltetrahydro-beta-carbolina aparece en las hojas. Las hojas también almacenan N-metiltriptamina y cantidades trazables de bufotenina.
Estacas de D. cabrerana pueden trasplantarse. Las estacas pueden sembrarse directamente en la tierra o crearles raíces primero en agua.

## Descripción
Es una planta tropical con hojas oblongas, puntudas, anchas, grandes, de color verde. La chaliponga florece con frecuencia, quiere decir cada mes. En la unión de las hojas con el tallo se dan cuatro flores diminutas, rosáceas y de 5 pétalos. Su reproducción más fácil es por esqueje, que enraiza mejor con hormonas de crecimiento en el lugar de siembra.

## Taxonomía
Diplopterys cabrerana fue nombrada como tal por la botánica británica Bronwen Gates y publicada en Brittonia 31: 109 en 1979.
Sinonimia

- Blepharandra ptariana Steyerm.[6]
- Banisteriopsis cabrerana Cuatrec.[6]

## Propiedades
Conforma una conjunción enteogénica con ayahuasca, siendo rica en triptaminas como la dimetiltriptamina DMT y la 5-MeO-DMT.
Alcaloides
- Dimetiltriptamina (DMT) 0,17-1,74%[7]
- 5-MeO-DMT
- Bufotenina, trazas[4]
- N-metiltriptamina[4]
- N-metiltetrahidro-beta-carbolina, trazas[4]

## Nombres comunes
- Chalipanga, chagropanga, changrupanga, chaliponga, oco yage[8]